# Стейн Студио
Стейн Студио е основано през май 1999 г. от Господин Господинов и Климент Калев, които решават да открият собствено студио, за да запишат дебютния албум на група Стейн. Професионално свършената работа бързо привлича и други музиканти, желаещи да създадат песни с качествен звук.
В Стейн Студио са записани албумите на множество групи, сред които:
- Стейн – Сливане
- Остава – След любов по време на война
- Лора – Нова
- Фанданго – Земен ангел
- Анимационерите – Плюс

През 2000 г. в Стейн Студио започва да се работи не само над аудио, но и над видео продукция, постепенно достигнала до ниво, напълно отговарящо на световните стандарти. До настоящия момент екипът на Стейн Студио е създал видеоклипове на десетки утвърдени имена в българския музикален живот, сред които:
- БТР – Играта
- Нети – Лятно време
- Фанданго – Ваканция
- Остава – Шоколад
- Мария Илиева – Стерео стая
- Хиподил – Скакауец
- Ahead – Питаш как
- Мастило – Така приятно е с теб

Днес Стейн Студио е едно от водещите аудио/видео студия в България, с две професионални звукозаписни студия (А и Б) и Зелен екран с обща площ от 300 m².